# Grete Møldrup
Grete Møldrup (født 27. februar 1944) er en dansk filmklipper. Hun har haft en lang og aktiv karriere. Hun er bl.a. kendt for filmklipningen på Dansen med Regitze og Far til fire.

## Filmografi

### Spillefilm
- 1971 - Narko - en film om kærlighed
- 1977 - Nyt legetøj
- 1977 - Smertens børn
- 1978 - Lille spejl
- 1978 - Vinterbørn
- 1979 - Achilleshælen er mit våben
- 1979 - Drømme støjer ikke når de dør
- 1980 - Kvindesind
- 1980 - Øjeblikket
- 1981 - Belladonna
- 1981 - Kniven i hjertet
- 1982 - Det parallelle lig
- 1983 - Koks i kulissen
- 1984 - Suzanne og Leonard
- 1985 - Elise
- 1987 - Sidste akt
- 1988 - Baby Doll
- 1989 - Dansen med Regitze
- 1989 - Isolde
- 1991 - Den store badedag
- 1992 - Planetens spejle
- 1992 - Sofie
- 1993 - Slangebøssen
- 1994 - Min fynske barndom
- 1995 - Carmen & Babyface
- 1998 - Olsen-bandens sidste stik
- 2000 - Her i nærheden
- 2000 - Pyrus på pletten
- 2001 - Leïla
- 2004 - Silkevejen
- 2006 - Lotto
- 2008 - Far til fire - på hjemmebane
- 2010 - Far til fire - på japansk
- 2011 - Far til fire - tilbage til naturen
- 2012 - Far til fire - til søs

### Tv
- 1968 - Hemmelig sommer
- 1970 - Smuglerne
- 1991 - Landsbyen